# Charles Rabut
Charles Rabut (* 16. Februar 1852 in Paris; † 31. März 1925 ebenda) war ein französischer Bauingenieur. Er war Professor und ab 1912 Generalinspektor der Straßen und Brücken (Ponts et Chaussées).
Rabut studierte ab 1871 an der École polytechnique und danach bis 1876 an der École des Ponts et Chaussées. Ab 1884 war er bei der Eisenbahngesellschaft Compagnie des chemins de fer de l’Ouest. Von 1896 bis 1912 unterrichtete er als Professor an der École des Ponts et Chaussées Wasserbau (Hydraulik), ab 1897 auch die ersten Kurse über Eisenbeton an dieser Ingenieursschule. Ab 1921 war er bei der Baufirma Christiani & Nielsen.
Er war bekannt für die Entwicklung von Methoden und Messinstrumenten, um den Zustand von Eisenbrücken zu untersuchen und zu registrieren (Risse, Ermüdungserscheinungen), und als Pionier des Eisenbetons in Frankreich. Er war ab 1900 Mitglied einer Kommission für Eisenbeton (Commission du ciment armé), die 1906 Berechnungsvorschriften herausbrachte. Ab 1897 entwarf er selbst Eisenbetonkonstruktionen für die Eisenbahn in Paris.
Rabut veröffentlichte auch über Analysis und Geometrie. Er war an verschiedenen Brücken beteiligt und dem Tunnel von Meudon-Chaville. 1915 erhielt er den Poncelet-Preis und 1920 den Prix Rouville. Er war ab 1924 Mitglied der Académie des sciences.

## Schriften
- Cours de construction en béton armé. Paris 1910–1911.
- L’Évolution scientifique de l’art de bâtir. O. Doin fils, 1918.